# Euphyia unifilata
Euphyia unifilata là một loài bướm đêm trong họ Geometridae.